# 최충 영정
최충 영정은 대한민국 충청남도 당진시 송산면 무수리, 해동영당에 있는 고려시대의 대학자 문헌공 최충의 초상화이다. 1993년 5월 21일 당진시의 향토유적 제3호로 지정되었다.

## 개요
고려시대의 대학자 문헌공 최충의 초상화 1점이 그의 사당인 해동영당에 있다.

## 같이 보기
- 최충